# تلمبه سید عبدالمعصوم
تلمبه سید عبدالمعصوم یک منطقهٔ مسکونی در ایران است که در دهستان گلستان (سیرجان) واقع شده‌است. تلمبه سید عبدالمعصوم ۱۹ نفر جمعیت دارد.